# Khương Mễ
Khương Mễ (1916 – 2004) là nhà quay phim, đạo diễn điện ảnh Việt Nam, ông chủ yếu hoạt động ở dòng phim tài liệu. Khương Mễ là người chế tạo thành công máy in phim và máy tráng phim thủ công phù hợp với điều kiện thiếu thốn lúc bấy giờ. Ông cũng được xem là người đầu tiên làm phim khoa học tại Việt Nam. Khương Mễ cùng với Mai Lộc, Lê Bích, Nguyễn Văn Khoái, Vũ Phi Lân là 5 người cùng đặt nền tảng cho điện ảnh Nam Bộ.

## Tiểu sử
Khương Mễ sinh ngày 15 tháng 7 năm 1916 xã Tân Thuận, quận Tân Châu, tỉnh Châu Đốc, Liên bang Đông Dương, nay là xã Long Thuận, huyện Hồng Ngự, tỉnh Đồng Tháp. Ông lớn lên tại Bà Rịa – Vũng Tàu và tham gia kháng chiến từ năm 1947 tại Đồng Tháp Mười.

## Sự nghiệp
Vào năm 1939, Khương Mễ tham gia nhóm “Việt Nam phim” của Antoine Giàu với nhiều vai trò, trong đó ông là diễn viên đóng vai Phú Đức trong phim Một chiều trên sông Cửu Long. Khi Nam Bộ kháng chiến, cuối năm 1945, Khương Mễ vào bưng biền, tạm thời dừng các công việc làm phim.

### Xây dựng Điện ảnh bưng biền
Năm 1947, Chính ủy Khu 8 là ông Nguyễn Văn Vịnh có ý muốn thành lập bộ phận làm phim phục vụ kháng chiến, đạo diễn Mai Lộc đã tiến cử Khương Mễ. Lúc này Khương Mễ đang công tác tại Ban Tuyên truyền Thủ Dầu Một ở Khu 7 đã được điều về Bộ Tư lệnh khu 8 Nam Bộ, thành lập và phụ trách Tổ nhiếp - điện ảnh. Là người duy nhất trong 38 thành viên đầu tiên có chút ít kinh nghiệm về phim ảnh, sau khi thuyết trình kế hoạch xây dựng Điện ảnh bưng biền, Khương Mễ được cấp 300 ngàn tiền Đông Dương để thâm nhập vào Sài Gòn tìm mua trang thiết bị. Tại Sài Gòn, Khương Mễ tìm đến bạn cũ là Nguyễn Văn Dĩ nhờ đặt mua máy móc từ Pháp. Hai tháng sau, các thiết bị máy móc được chở đến Sài Gòn, Khương Mễ cải trang làm một nhà tư sản để vào thành phố, sau khi tháo các bộ phận, ông lại cải trang thành công nhân đưa máy móc ra ngoại thành. Mặc dù đưa được máy móc đi an toàn nhưng ông Dĩ và một người hỗ trợ đã bị bắt và hy sinh. Khi lắp ráp lại, Khương Mễ phát hiện ra máy tráng phim được đặt mua là loại đời mới, hoàn toàn tự động và phải có điện để hoạt động, không như máy tráng phim ông từng biết trước đây. Ông bèn nghiên cứu sách tiếng Pháp Cinéma Amanach Prisma và hướng dẫn đồng đội tháo cỗ máy này để lắp ráp thành máy tráng phim thủ công. Năm 1948, tác phẩm đầu tiên của tổ làm phim là đoạn thời sự Trường Quân chính Khu 8, tiếp đấy là bộ phim tài liệu Trận Mộc Hóa được Mai Lộc, Vũ Sơn và Khương Mễ quay từ tháng 8 năm 1948 và công chiếu vào ngày 22 tháng 12 cùng năm, đây được coi là bộ phim tài liệu điện ảnh đầu tiên của nền điện ảnh cách mạng Việt Nam. Sau khi xem bộ phim, Bí thư Xứ ủy Nam Bộ Lê Duẩn bày tỏ mong muốn các bộ phim tài liệu được sao chép thành nhiều bản để trình chiếu cho các đơn vị và nhân dân được xem. Theo ý tưởng này, Khương Mễ tiếp tục nghiên cứu và biến một chiếc máy quay trở thành máy in phim để sao chép. Trận Mộc Hóa trở thành bộ phim cách mạng đầu tiên của Việt Nam được chiếu rộng rãi tại Nam Bộ. Ông cùng đồng nghiệp đã cho ra đời những bộ phim tài liệu bằng các thiết bị tự chế và làm việc trên một những chiếc ghe đôi lúc được để trôi trên sông nước. Ngoài các phim tài liệu thông thường, Khương Mễ còn nghiên cứu để làm ra phim có kỹ xảo được gọi là phim hoạt hình – sử dụng các hình động kết hợp với người đóng – để cho ra tác phẩm đầu tiên thuộc dạng này là Hết đời đế quốc năm 1951. Bộ phim có sự tham gia của một tù binh Pháp và nghệ sĩ Nguyễn Hiền – Nguyên giám đốc Xưởng phim Giải Phóng.

### Làm phim tại miền Bắc
Cuối năm 1950 đầu năm 1951, Điện ảnh Vệ quốc đoàn khu 8 trở thành Phòng Điện ảnh Nam Bộ. Theo yêu cầu của Phòng, các đạo diễn Nguyễn Phụ Cấn, Võ Thành Tắc, Nguyễn Công Son, Mai Lộc của Quân khu 8 cùng Nguyễn Thế Đoàn và Lê Minh Hiền của Quân khu 9 được cử ra Bắc quay phim cho Đại hội Đảng lần 2 ở Việt Bắc. Năm 1954, Khương Mễ cùng 22 nghệ sĩ khác cũng được tập kết ra Bắc để xây dựng cơ sở và đào tạo nhân lực cho Điện ảnh Việt Nam, thành lập Hãng phim truyện Việt Nam. Năm 1954, trong kế hoạch chuẩn bị chi việc sản xuất phim điện ảnh, Khương Mễ là quay phim chính cho tiểu Người chiến sĩ (tựa đề khác là Cô lái đò bến Chanh) do Trần Công đạo diễn. Ông tham gia quay phim cho một số tác phẩm như Biển động, Hai người lính, Vợ chồng A Phủ, Khói trắng, Lửa rừng.
Năm 1963, ông được phân công ghi hình một buổi tiếp khách của chủ tịch Hồ Chí Minh.

### Trở lại miền Nam và cuối đời
Năm 1976, ông trở về miền Nam làm việc tại Xưởng phim Giải Phóng và tham gia làm một số bộ phim điện ảnh, phim truyền hình Cô Nhíp, Chuyện bên lề 30/4, Em bé đánh giày, Chiều sâu lòng đất...
Năm 1997, tại Liên hoan Phim Quốc tế Amiens lần thứ 17, Khương Mễ là khách mời danh dự và Điện ảnh kháng chiến Nam Bộ được dành riêng một gian triển lãm. Triển lãm với 25 bức ảnh đen trắng phóng to, 6 mô hình trang thiết bị phục chế, 2 quyển sách về điện ảnh bằng tiếng Pháp xuất bản năm 1947. Khương Mễ được Jean Pierre Garcia, chủ tịch của kỳ Liên hoan phim này, ví như Lumière của Tháp Mười. Chủ tịch ban giám khảo liên hoan phim là nữ diễn viên Sophie Baez cũng tuyên dương toàn bộ tác phẩm của ông và trao tặng ông huy chương Kỳ Lân Vàng – Licorne D'Or. Tại liện hoan phim, đạo diễn người Pháp Samual Aubin được biết đến Khương Mễ và rất hâm mộ ông, nên năm 1999, Samual đã sang Việt Nam đi tìm hiểu và năm 2001 lập đoàn làm phim tài liệu về Khương Mễ. Khi hoàn thành bộ phim lấy tựa đề Phòng tối của Khương Mễ (La chambre noire de Khuong Mé), với độ dài 63 phút, do Balthazar Productions sản xuất. Sự kiện công công chiếu do Phòng Hợp tác Văn hóa (Tổng Lãnh sự quán Pháp tại thành phố Hồ Chí Minh) và Viện Trao đổi Văn hóa với Pháp tổ chức ngày 26 tháng 3 năm 2003 tại IDECAF, nhân đợt kỷ niệm 50 năm ngày thành lập ngành điện ảnh Việt Nam. Dù đã nghỉ hưu nhưng phải đên năm 85 tuổi (2002) ông mới chính thức giải nghệ.
Khương Mễ cho ra mắt cuốn hồi ký Đời tôi và điện ảnh do Nhà xuất bản Thành phố Hồ Chí Minh phát hành. Sách gồm có 9 chương, kể về những diễn biến cuộc đời ông theo trình tự thời gian.
Khương Mễ qua đời ngày 18 tháng 6 năm 2004 tại Bệnh viện Thống Nhất.
Trong sự nghiệp của mình, Khương Mễ đã tham gia sản xuất bộ phim tài liệu đầu tiên của điện ảnh cả nước Trận Mộc Hóa (1948), quay một trong ba bộ phim truyện đầu tiên của điện ảnh cách mạng Việt Nam Vợ chồng A Phủ (1961), và đạo diễn bộ phim điện ảnh đầu tiên của Đài Truyền hình Thành phố Hồ Chí Minh là Cô Nhíp (1976).

## Giải thưởng

### Vinh danh
- Năm 1977, Giải thưởng của Tiểu hội Á - Phi - Mỹ Latinh tại Liên hoan phim quốc tế Karlovy Vary, Tiệp Khắc[8][19]
- Năm 2006, Khương Mễ cùng Phạm Kỳ Nam được vinh danh tại Giải Cánh diều 2005.[20]
- Năm 2010, Khương Mễ cùng với các đạo diễn Phạm Văn Khoa, Nguyễn Hồng Nghi, Khương Mễ và Mai Lộc được vinh danh tại Lễ trao giải Cánh diều 2009.[21]
- Năm 2023, Khương Mễ cùng 107 tác phẩm và 326 cá nhân xuất sắc của điện ảnh Việt Nam được nêu tên trên Bức tường danh vọng của Giải cánh diều 2023.[22]

### Tác phẩm đạt giải thưởng
| Năm  | Giải thưởng                                | Kết quả      | Tác phẩm    |              |
| ---- | ------------------------------------------ | ------------ | ----------- | ------------ |
| 1973 | Liên hoan phim Việt Nam lần thứ 2          | Bông sen Bạc | Trận La Ban | [ 8 ] [ 19 ] |
| 1977 | Liên hoan phim Việt Nam lần thứ 4          | Bông sen Bạc | Cô Nhíp     | [ 8 ]        |
| 1978 | Liên hoan Thanh niên và Sinh viên thế giới | Bằng khen    | Cô Nhíp     | [ 4 ]        |

## Tác phẩm

### Vai trò đạo diễn / quay phim
| Năm  | Tựa đề                                                  | Định dạng            | Vai trò  | Vai trò   | Chú thích                             |
| Năm  | Tựa đề                                                  | Định dạng            | Đạo diễn | Quay phim | Chú thích                             |
| ---- | ------------------------------------------------------- | -------------------- | -------- | --------- | ------------------------------------- |
| 1948 | Trường Quân chính Khu 8                                 |                      |          |           | [ 7 ]                                 |
| 1948 | Phòng quân nhu khu 8                                    | Phóng sự             |          |           | [ 7 ]                                 |
| 1948 | Bộ Tư lịnh Nam Bộ thăm đơn vị pháo cao xạ               | Phóng sự             |          |           | [ 7 ]                                 |
| 1948 | Lễ thụ phong Trung tướng Nguyễn Bình                    | Phóng sự             |          |           | [ 7 ]                                 |
| 1948 | Dân quân đắp đập cản tàu giặc trên kinh Dương Văn Dương | Phóng sự             |          |           | [ 7 ]                                 |
| 1948 | Trường Thiếu sinh quân khu 8                            | Phóng sự             |          |           | [ 7 ]                                 |
| 1948 | Trận Mộc Hóa                                            | Phim tài liệu        | Có       |           | Đồng quay phim: Mai Lộc, Vũ Sơn       |
| 1948 | Chiến dịch La Ban                                       | Phim tài liệu        | Có       | Có        | Đồng quay phim: Vũ Sơn                |
| 1949 | Binh công xưởng khu 8                                   | Phim tài liệu        |          |           | [ 5 ] [ 23 ]                          |
|      | Chiến dịch Bến Tre                                      | Phim tài liệu        |          |           |                                       |
| 1950 | Chiến dịch Trà Vinh                                     | Phim tài liệu        |          | Có        | Đồng quay phim: Lý Cương, Nguyễn Ðảnh |
| 1950 | Chiến dịch Cầu Kè                                       | Phim tài liệu        |          | Có        | Đồng quay phim: Lý Cương, Nguyễn Ðảnh |
| 1951 | Hết đời đế quốc                                         | Phim tài liệu        |          |           | Viết kịch bản                         |
| 1952 | Một năm Philatop ở Việt Nam                             | Phim khoa học        | Có       |           | [ 3 ] [ 13 ] [ 24 ]                   |
|      | Biển động                                               |                      |          | Có        | [ 5 ]                                 |
|      | Em bé đánh giày                                         |                      | Có       |           | [ 5 ]                                 |
| 1961 | Vợ chồng A Phủ                                          | Điện ảnh             |          | Có        | [ 5 ]                                 |
| 1962 | Khói trắng                                              | Điện ảnh             |          |           | [ 5 ]                                 |
| 1962 | Hai người lính                                          | Điện ảnh             |          |           | [ 5 ]                                 |
| 1965 | Trên vĩ tuyến 17                                        | Điện ảnh             |          | Có        | [ 25 ]                                |
| 1966 | Lửa rừng                                                | Điện ảnh             |          |           | [ 5 ]                                 |
| 1973 | Nguyễn Thái Bình                                        | Phim tài liệu        |          |           | [ 19 ]                                |
| 1975 | Chuyện bên lề 30/4                                      | Điện ảnh truyền hình |          |           | [ 5 ]                                 |
| 1977 | Chiều sâu lòng đất                                      | Điện ảnh             | Có       |           | [ 5 ] [ 26 ]                          |
| 1976 | Cô Nhíp                                                 | Điện ảnh truyền hình | Có       |           | [ 5 ]                                 |
|      | Lục Vân Tiên                                            | Phim video           | Có       |           | [ 19 ] [ 27 ]                         |

### Vai trò diễn viên
| Năm  | Tựa đề                       | Vai diễn        | Chú thích |
| ---- | ---------------------------- | --------------- | --------- |
|      | Một chiều trên sông Cửu Long | Phú Đức         |           |
| 1980 | Ngọn lửa Krông Jung          |                 |           |
| 1982 | Ván bài lật ngửa             | Đường Nghĩa     |           |
| 1986 | Hai Cũ                       | Bí thư Huyện ủy |           |